# Brian Mason
Brian Mason, né le 12 octobre 1953 à Calgary, est un homme politique canadien. 
De 2004 à 2014, il est le chef du Nouveau Parti démocratique de l'Alberta. De 2000 à 2019, il est député néo-démocrate de la circonscription d'Edmonton-Highland puis de celle d'Edmonton–Highlands–Norwood.

## Résultats électoraux
| Parti | Parti                     | Candidat       | Voix   | %        | ± %      |
| ----- | ------------------------- | -------------- | ------ | -------- | -------- |
|       | Néo-démocrate             | Brian Mason    | 11 558 | 78,07 %  | +23,91 % |
|       | Progressiste-Conservateur | Jonathan Dai   | 1 778  | 12,01 %  | -10,04 % |
|       | Wildrose                  | Joshua Loeppky | 964    | 6,51 %   | -9,54 %  |
|       | Libéral                   | Matthew Smith  | 504    | 3,40 %   | -1,26 %  |
| Total | Total                     | Total          | 14 804 | 100,00 % |          |